# Heather Arseth
Heather Ann Arseth là một vận động viên bơi lội người Mauritius.  Tại Thế vận hội Mùa hè 2012, cô đã hoàn thành tổng thể lần thứ 34 ở lượt bơi nội dung 200 mét tự do nữ và không thể lọt vào bán kết.